# Pratt & Whitney JT9D
O motor Pratt & Whitney JT9D é um motor a jato que alimenta grandes aeronaves comerciais. A sua principal aplicação encontra-se nas aeronaves Boeing 747.
Ligado pela primeira vez em Dezembro de 1966. Apenas da sua presença ser mais forte na família 747 da Boeing, este motor também alimenta o Airbus A310 e o McDonnell Douglas DC-10.

## Família JT9D
| Modelo       | Empuxo estático        | Peso básico do motor | Comprimento         | Diâmetro da ventoinha | Aplicação                                      |
| ------------ | ---------------------- | -------------------- | ------------------- | --------------------- | ---------------------------------------------- |
| JT9D-3A      | 45 800 lbf (204 000 N) | 8 608 lb (3 900 kg)  | 128,2 in (3 260 mm) | 92,3 in (2 340 mm)    | Boeing 747-100                                 |
| JT9D-7       | 47 900 lbf (213 000 N) | 8 850 lb (4 010 kg)  | 128,2 in (3 260 mm) | 92,3 in (2 340 mm)    | Boeing 747                                     |
| JT9D-20      | 49 400 lbf (220 000 N) | 8 450 lb (3 830 kg)  | 128,2 in (3 260 mm) | 92,3 in (2 340 mm)    | McDonnell Douglas DC-10/Boeing 747             |
| JT9D-7Q/7Q3  | 53 000 lbf (236 000 N) | 9 295 lb (4 220 kg)  | 132,1 in (3 360 mm) | 93,6 in (2 380 mm)    | Boeing 747                                     |
| JT9D-59A/70A | 53 000 lbf (236 000 N) | 9 155 lb (4 150 kg)  | 132,2 in (3 360 mm) | 93,6 in (2 380 mm)    | McDonnell Douglas DC-10/Boeing 747/Airbus A300 |
| JT9D-7R4D/D1 | 48 000 lbf (214 000 N) | 8 905 lb (4 040 kg)  | 132,7 in (3 370 mm) | 93,4 in (2 370 mm)    | Boeing 767/Airbus A310                         |
| JT9D-7R4G2   | 54 750 lbf (244 000 N) | 8 935 lb (4 050 kg)  | 132,7 in (3 370 mm) | 93,4 in (2 370 mm)    | Boeing 747                                     |
| JT9D-7R4H1   | 56 000 lbf (249 000 N) | 8 885 lb (4 030 kg)  | 132,7 in (3 370 mm) | 93,4 in (2 370 mm)    | Airbus A300                                    |